# Paschalis Choulidis
Paschalis Choulidis (* um 1963 in Heidelberg) ist ein deutscher Unternehmer und ehemaliger Vorstandssprecher der Drillisch AG.
Er ist ein Sohn griechischer Einwanderer. Nach der mittleren Reife lernte er Radio- und Fernsehtechniker. Bei seinem ersten Arbeitgeber, der Bayer-Tochter Compur, hatte er seinen ersten Kontakt mit dem Vertrieb.
Als 1986 Compur seine Produktion von Anrufbeantwortern an Assmann-Uher weitergab, machte Choulidis sich selbständig und übernahm Reparatur und Service. Noch im selben Jahr gründete er V+S Telekommunikationstechnik, die Alcatel als Partner gewann und C-Netz-Telefone vertrieb. Nach dem Start von D1 und D2 vertrieb V+S Verträge von Debitel. 1994 machte Mannesmann, auf Betreiben des Vertriebschef Harald Stöber (heute Chef der Vodafone-Festnetztochter Arcor), Choulidis zum Partner und die von ihm gegründete Alphatel zum Serviceprovider.
Im Herbst 1998 wurde Alphatel von Drillisch übernommen. Dafür erhielten er und sein Bruder Vlasios knapp 5 % der Drillisch-Anteile sowie zwei Vorstandssitze. Im April 2005, nach dem Rücktritt von Drillisch-Mitgründer Marc Brucherseifer, wählte der Aufsichtsrat Choulidis an die Firmenspitze.
Paschalis Choulidis schied zum 30. Juni 2016 aus dem Drillisch-Vorstand aus. Nachfolger wurde sein Bruder Vlasios.